# Puchar Interkontynentalny w Piłce Nożnej 2024
Puchar Interkontynentalny w Piłce Nożnej 2024 – pierwszy turniej Pucharu Interkontynentalnego w piłce nożnej organizowanego przez FIFA. Turniej od półfinałów rozgrywany był w Katarze, natomiast dwa pierwsze mecze odbyły się w Egipcie i Zjednoczonych Emiratach Arabskich. Rozpoczął się 22 września, a zakończył 18 grudnia 2024 roku.
Turniej jest wzorowany na poprzedniej formie Klubowych Mistrzostw Świata, z nieco zmienioną drabinką. W turnieju nie bierze udziału mistrz kraju gospodarza, natomiast same rozgrywki nie są spójnym turniejem - mecze o półfinały zostały rozegrane we wrześniu i październiku, podczas gdy półfinały i finał - w grudniu.

## Zakwalifikowane zespoły
| Konfederacja                                     | Turniej kwalifikacyjny        | Reprezentacja    | Ostatni występ | Najlepszy wynik | Wynik       |
| ------------------------------------------------ | ----------------------------- | ---------------- | -------------- | --------------- | ----------- |
| AFC (Azja)                                       | Liga Mistrzów AFC 2023/24     | Al-Ain FC        | debiutant      | debiutant       | II runda    |
| CAF (Afryka)                                     | Liga Mistrzów CAF 2023/24     | Al-Ahly Kair     | debiutant      | debiutant       | III miejsce |
| CONCACAF (Ameryka Centralna, Północna i Karaiby) | Puchar Mistrzów CONCACAF 2024 | CF Pachuca       | debiutant      | debiutant       | II miejsce  |
| CONMEBOL (America Południowa)                    | Copa Libertadores 2024        | Botafogo FR      | debiutant      | debiutant       | II runda    |
| OFC (Oceania)                                    | Liga Mistrzów OFC 2024        | Auckland City FC | debiutant      | debiutant       | I runda     |
| UEFA (Europa)                                    | Liga Mistrzów UEFA 2023/24    | Real Madryt      | debiutant      | debiutant       | Mistrzostwo |

## Stadiony
Turniej jest rozgrywany na 4 stadionach w 4 miastach w 3 krajach - 1 z Egipcie, 1 w ZEA i 2 w Katarze.
| DohaLusajl | Al-Ajn | Al-Ajn                  | Kair                   |
| ---------- | ------ | ----------------------- | ---------------------- |
| DohaLusajl | Al-Ajn | Hazza Bin Zayed Stadium | Stadion Międzynarodowy |
| DohaLusajl | Al-Ajn | Pojemność: 25 000       | Pojemność: 75 000      |
| DohaLusajl | Al-Ajn |                         |                        |
| DohaLusajl | Kair   | Doha                    | Lusajl                 |
| DohaLusajl | Kair   | Stadium 974             | Lusail Stadium         |
| DohaLusajl | Kair   | Pojemność: 44 089       | Pojemność: 88 966      |
| DohaLusajl | Kair   |                         |                        |

## Mecze
Rozgrywki są rozgrywane systemem pucharowym z nieregularną drabinką.

### I runda
| 22 września 2024 18:00 CEST | Al-Ain FC · Cardoso 6' · Gassama 11' · Palacios 45+1' · Rahimi 78', 90+4' · Kaku 90+2' | 6:2(3:1)Raport | Auckland City FC · 43' Lagos · 54' Bevan | Hazza Bin Zayed Stadium, Al-Ajn Widzów: 13 826 Sędzia: Mustapha Ghorbal |
|                             |                                                                                        |                |                                          |                                                                         |

### II runda
| 29 października 2024 18:00 CEST | Al-Ahly Kair · Abou Ali 32' · Ashour 55' · Magdy 90+2' (k) | 3:0(1:0)Raport | Al-Ain FC | Stadion Międzynarodowy, Kair Widzów: 51 602 Sędzia: Halil Umut Meler |
|                                 |                                                            |                |           |                                                                      |

| 11 grudnia 2024 18:00 CET | Botafogo FR | 0:3(0:0)Raport | CF Pachuca · 50' Idrissi · 66' Deossa · 60' Rondón | Stadium 974, Doha Widzów: 12 257 Sędzia: Danny Makkelie |
|                           |             |                |                                                    |                                                         |

### Półfinał
| 14 grudnia 2024 18:00 CET                                               | CF Pachuca | 0:0 dogr. k. 6:5(0:0)Raport                                            | Al-Ahly Kair | Stadium 974, Doha Widzów: 38 841 Sędzia: Alireza Faghani |
|                                                                         |            |                                                                        |              |                                                          |
|                                                                         |            | Rzuty karne                                                            |              |                                                          |
| Rondón · Bastón · Cabral · Idrissi · Deossa · Montiel · Rodríguez · Gil |            | Magdy · Rabia · Attia · Kahraba · Kamal · El Solia · Tau · Abdelfattah |              |                                                          |

### Finał
| 18 grudnia 2024 19:00 CET | Real Madryt · Mbappé 37' · Rodrygo 53' · Vinícius Jr. 84' | 3:0(1:0)Raport | CF Pachuca | Lusail Stadium, Lusajl Widzów: 67 249 Sędzia: Jesús Valenzuela |
|                           |                                                           |                |            |                                                                |

| Real Madryt | CF Pachuca |

|                 | 1  | Thibaut Courtois    |  |     |
|                 | 14 | Aurélien Tchouaméni |  |     |
|                 | 17 | Lucas Vázquez (c)   |  | 88' |
|                 | 20 | Fran García         |  |     |
|                 | 22 | Antonio Rüdiger     |  |     |
|                 | 6  | Eduardo Camavinga   |  | 61' |
|                 | 8  | Federico Valverde   |  |     |
|                 | 5  | Jude Bellingham     |  | 88' |
|                 | 7  | Vinícius Júnior     |  |     |
|                 | 11 | Rodrygo             |  | 70' |
|                 | 9  | Kylian Mbappé       |  | 61' |
| Zmiany:         |    |                     |  |     |
|                 | 13 | Andrij Łunin        |  |     |
|                 | 26 | Fran González       |  |     |
|                 | 10 | Luka Modrić         |  | 70' |
|                 | 15 | Arda Güler          |  | 88' |
|                 | 16 | Endrick             |  |     |
|                 | 18 | Jesús Vallejo       |  |     |
|                 | 19 | Dani Ceballos       |  | 61' |
|                 | 21 | Brahim Díaz         |  | 61' |
|                 | 29 | Yusi                |  |     |
|                 | 35 | Raúl Asencio        |  | 88' |
|                 | 39 | Lorenzo Aguado      |  |     |
| Trener:         |    |                     |  |     |
| Carlo Ancelotti |    |                     |  |     |

|                  | 25 | Carlos Moreno      |       |     |
|                  | 2  | Sergio Barreto     |       |     |
|                  | 8  | Bryan González     |       |     |
|                  | 24 | Luis Rodríguez     |       | 75' |
|                  | 33 | Andrés Micolta     |       |     |
|                  | 5  | Pedro Pedraza      | 51'   |     |
|                  | 28 | Elías Montiel      |       |     |
|                  | 6  | Nelson Deossa      |       | 88' |
|                  |    | Oussama Idrissi    |       | 88' |
|                  | 26 | Alán Bautista      |       | 75' |
|                  | 23 | Salomón Rondón (c) | 90+3' |     |
| Zmiany:          |    |                    |       |     |
|                  | 12 | David Shrem        |       |     |
|                  | 31 | José Eulogio       |       |     |
|                  | 3  | Alonso Aceves      |       |     |
|                  | 7  | Faber Gil          |       |     |
|                  | 9  | Borja Bastón       |       |     |
|                  | 10 | Ángel Mena         |       | 75' |
|                  | 14 | Alfonso González   |       |     |
|                  | 18 | Alexéi Domínguez   |       | 88' |
|                  | 22 | Gustavo Cabral     |       |     |
|                  | 27 | Owen González      |       |     |
|                  | 29 | Sergio Aguayo      |       |     |
|                  | 30 | Sergio Hernández   |       | 88' |
|                  | 32 | Carlos Sánchez     |       | 75' |
|                  | 35 | Jorge Berlanga     |       |     |
|                  | 40 | José Saldívar      |       |     |
| Trener:          |    |                    |       |     |
| Guillermo Almada |    |                    |       |     |

## Strzelcy
Bramki z serii rzutów karnych nie są wliczane do klasyfikacji strzelców.

### 2 gole
- Soufiane Rahimi (Al-Ain FC)

### 1 gol
- Kaku (Al-Ain FC)
- Rodrygo (Real Madryt)
- Vinícius Júnior (Real Madryt)
- Kylian Mbappé (Real Madryt)
- Matías Palacios (Al-Ain FC)
- Emam Ashour (Al-Ahly Kair)
- Mohamed Magdy (Al-Ahly Kair)
- Jerson Lagos (Auckland City FC)
- Myer Bevan (Auckland City FC)
- Wessam Abou Ali (Al-Ahly Kair)
- Fábio Cardoso (Al-Ain FC)
- Sékou Gassama (Al-Ain FC)
- Oussama Idrissi (CF Pachuca)
- Nelson Deossa (CF Pachuca)
- Jerson Lagos Giraldo (Auckland City FC)
- Salomón Rondón (CF Pachuca)

## Nagrody
| Złota Piłka                   | Srebrna Piłka                   | Brązowa Piłka              | MVP Finału                    |
| ----------------------------- | ------------------------------- | -------------------------- | ----------------------------- |
| Vinícius Júnior (Real Madryt) | Federico Valverde (Real Madryt) | Elías Montiel (CF Pachuca) | Vinícius Júnior (Real Madryt) |

## Klasyfikacja końcowa
| Miejsce                    | Reprezentacja    | Punkty | Bramki +/− | Bramki zdobyte |
| -------------------------- | ---------------- | ------ | ---------- | -------------- |
| Strefa medalowa            |                  |        |            |                |
| złoto                      | Real Madryt      | 3      | 3          | 3              |
| srebro                     | CF Pachuca       | 3      | -3         | 0              |
| brąz                       | Al-Ahly Kair     | 3      | +3         | 3              |
| Wyeliminowane w II rundzie |                  |        |            |                |
| 4.                         | Al-Ain FC        | 3      | +1         | 6              |
| 5.                         | Botafogo FR      | 0      | -3         | 0              |
| Wyeliminowane w I rundzie  |                  |        |            |                |
| 6.                         | Auckland City FC | 0      | -4         | 2              |